# Frédéric de Lafresnaye
Barón Nöel Frédéric Armand André de Lafresnaye (24 de julio de 1783 - 14 de julio de 1861) fue un ornitólogo y coleccionista francés.
Lafresnaye era de una familia aristocrática en el Castillo de La Fresnaye en Falaise. Mostró un interés temprano por la historia natural, particularmente la entomología. Solo después de adquirir una colección de pájaros europeos, volvió su atención a la ornitología.
Lafresnaye describió varias nuevas especies de pájaros, algunas con Alcide d'Orbigny. Logró una colección de más de 8000 pájaros en su casa.
Después de que su muerte la colección la compró el colector estadounidense Henry Bryant y la donó a la Sociedad de la Historia Natural de Boston. Se trasladó al Museo de Zoología Comparada en 1914.

## Honores
Algunas especies dedicadas a él:
- Colibrí de Lafresnaye, Lafresnaya lafresnayi (Boissonneau, 1840)
- Picumne de Lafresnaye, Picumnus lafresnayi Malherbe, 1862
- Rallido de Lafresnaye, Gallirallus lafresnayanus Verreaux et DesMurs, 1860
- Tamatia de Lafresnaye,Malacoptila panamensis Lafresnaye, 1847
- Vanga de Lafresnaye, Xenopirostris xenopirostris (Lafresnaye, 1850)
- Cascabelito Cariazul, Forpus conspicillatus (Lafresnaye, 1848)

## Obra
- Réflections sur les localités propres à certaines espèces d'insectes, et sur l'analogie qu'elles semblent avoir en cela avec certain planches. (Ascalaphus longicornis), Mémoires de la Société Linnéenne, 1823, pp. 211-225
- Observations sur la mobilité des taches que l'on remarque sur la peau des calmars, subulé et sépiole (de Lamarck), et sur la coloration spontanée dont les sépiaires paraissent susceptibles, Mémoires de la Société Linnéenne du Calvados, 1824, pp. 73-83
- Extrait d'une Lettre relative à la Sarcelle de Chine, dont un individu vient d'être tué en Normandie, Bull. des Sciences Naturelles et de Geologie XIV, 1828, p. 118.
- Caractères' d'un nouveau genre (Polyodon) formé sur une espèce do Merle., Magasin de Zoologie: d'anatomie comparée et de palaeontologie, 1832, p. 4.
- Mémoire sur le genre peu connu Phytotoma et détermination des espèces de ce genre, Magasin de Zoologie: d'anatomie comparée et de palaeontologie, 1832, p. 5.
- Remarques sur l'importance de la forme des pieds comme caractère générique chez les Passereaux, et en particulier chez les Picucules, les Sittines, les Fourmiliers, etc, Magasin de Zoologie: d'anatomie comparée et de palaeontologie, 1832, p. 7.
- Subdivisions établies dans la famille des Sittèles (Sitta L.), Magasin de Zoologie: d'anatomie comparée et de palaeontologie, 1832, p. 7.
- Anabates aradoïdes, Magasin de Zoologie: d'anatomie comparée et de palaeontologie, 1832, p. 8.
- Essai d'une division de l'ordre des Passereaux en trois groupes principaux d'après la forme des pieds, comme moyen de faciliter la classification des espèces douteuses d'après celle du bec, Magasin de Zoologie: d'anatomie comparée et de palaeontologie, 1833, pp. 39-76
- Sur le Fourmilier à long bec (Myothera caudacuta), Magasin de Zoologie: d'anatomie comparée et de palaeontologie, 1833, pp. 10
- Sur le genre Todier (Todus, L), Magasin de Zoologie: d'anatomie comparée et de palaeontologie, 1833, pp. 11
- Mémoire sur la réunion prolongée des doigts externe et intermédiaire, chez plusieurs espèces de l'ordre des Passereaux, ne faisant pas partie Syndactyles de Cuvier, ni du groupe composé des genre Manakin, Coq de Roche et Eurylaime, Magasin de Zoologie: d'anatomie comparée et de palaeontologie, 1833, pp. 12-14
- Deux espèces de Picucule (Dendrocolaptes rubiginosus et cuneatus), Magasin de Zoologie: d'anatomie comparée et de palaeontologie, 1833, pp. 16-17
- Description d'un nouveau Martin- Chasseur (Dacelo fuscicapilla), Magasin de Zoologie: d'anatomie comparée et de palaeontologie, 1833, p. 18
- Cymindis hamatus, uncinatus, et cayennensis, Magasin de Zoologie: d'anatomie comparée et de palaeontologie, 1834, pp. 20-22
- Sur certaines espèces du genre Calyptorhynchus Vig. et Hors, Magasin de Zoologie: d'anatomie comparée et de palaeontologie, 1834, pp. 24-28
- Anas gambensis, Magasin de Zoologie: d'anatomie comparée et de palaeontologie, 1834, pp. 29-30
- Sur le genre Brachypteracias, Magasin de Zoologie: d'anatomie comparée et de palaeontologie, 1834, pp. 31-32
- Sur une nouvelle section à former dans le sousgenre Canard, ayant pour type l'Oie de Gambie, ou à double éperon (Anas Gambensis Gmel.), Séance Publique de la Société Linnéenne de Normandie, 1834, pp. 23-40
- Quelques observation ornithologiques, Par M. de la Fresnaye, Mémoires de la société académique de Falaise, 1835, pp. 64-78
- d'Orbigny, A.; de Lafresnaye, F. (1837). «Synopsis Avium, in ejus per Americam meridionalem itinere, collectarum et ab ipso viatore necnon». Magasin de zoologie (en latín). 7(2):1–88, pl. 77-79. París. Disponible en Biodiversitas Heritage Library. ISSN 1259-6515.
- Essai d'une nouvelle manière de grouper les genres et les espèces de l'ordre des passereaux d'après leurs rapports de mœurs et d'habitation, Brée l'Ainé, 1838
- Nouvelle espéce d'oiseau du genre Rhamphocèle, par M. de La Fresnaye, Revue zoologique par la Société cuviérienne, 1838, pp. 54,
- Note sur une espèce nouvelle du genre moqueur, Orpheus, suivie du catalogue synymique des dix espèces qui composent actuellement ce gere, Revue zoologique par la Société cuviérienne, 1838, pp. 54-56
- Notice sur quelques oiseaux de Carthagène et de la partie du Mexique la plus voisine, rapportés par M. Ferdinand de Candé, officier de la marine royale: Par MM. de La Fresnaye et D'Obrigny, Revue zoologique par la Société cuviérienne, 1838, pp. 164-166
- Oiseaux Nouveaux, Par M. de La Fresnaye, Revue zoologique par la Société cuviérienne, 1838, pp. 223-226
- Quelques oiseaux nouveaux de la collection de M. Charles Brelay, à bordeaux, par F. de La Fresnaye, Revue zoologique par la Société cuviérienne, 1839, pp. 97- 100
- Nouvelle classification des oiseaux de proie ou rapaces, par M. de La Fresnaye, Revue zoologique par la Société cuviérienne, 1839, pp. 193 - 196
- Sur quelques nouvelles espèces d'oiseaux, par M. de La Fresnaye, Revue zoologique par la Société cuviérienne, 1839, pp. 290- 294
- Quelques bouvelles espèces d'oiseaux, par M. de La Fresnaye, Revue zoologique par la Société cuviérienne, 1840, pp. 129- 130
- Oiseaux nouveaux, recueillis sur le plateau de Neelgheries, dans les Indes orientales, par M.Ad. Delessert, et décrits par M. de La Fresnaye, Revue et magasin de zoologie pure et appliquée, 1840, pp. 65-66
- Quelques nouvelles esèces D'oiseaux, Par M. de La Fresnaye, Revue et magasin de zoologie pure et appliquée, 1840, pp. 129-130
- Description de quelques nouvelles espèce d'oiseaux, par M. F. De La Fresnaye, Revue et magasin de zoologie pure et appliquée, 1840, pp. 225-232
- Quelques observations sur l'ordre des Grimpeurs, Scansores, par F. De La Fresnaye,, Revue et magasin de zoologie pure et appliquée, 1840, pp. 257-259.
- Observations ornithologiques, lettre de M. de Lafresnaye, Revue zoologique par la Société cuviérienne, 1841, pp. 1-5.
- Sur des métis provenus d'une Oie de Guinée et d'une Oie à cravate. Par M. de La Fresnaye, Revue zoologique par la Société cuviérienne, 1841, pp. 141-143.
- Lettre a la sociétés savantes, Revue zoologique par la Société cuviérienne, 1841, pp. 365 -367
- Sur quelques oiseaux, Par F. de Lafresnaye, Revue zoologique par la Société cuviérienne, 1842, pp. 69 -70
- Sur les mœurs de quelques Palmipèdes, par M. de Lafresnaye, Revue zoologique par la Société cuviérienne, 1842, pp. 71 -73
- Description de quelques oiseaux nouveaux, par M. F. De La Fresnaye, Revue zoologique par la Société cuviérienne, 1842, pp. 133 - 134
- Description d'un nouveau genre d'oiseau de proie, par M. de Lafresnaye, Revue zoologique par la Société cuviérienne, 1842, pp. 173
- Description de quelques oiseaux nouveaux de Colombie; par M. de Lafresnaye, Revue zoologique par la Société cuviérienne, 1842, pp. 301-302
- Observations ornithologiques, par M. de Lafresnaye, Revue zoologique par la Société cuviérienne, 1842, pp. 302 - 304
- Oiseaux nouveaux de Colombie, par M. de Lafresnaye, Revue zoologique par la Société cuviérienne, 1842, pp. 333 - 336
- Sur un petit groupe d'oiseaux des Antilles par F. de Lafresnaye, Revue zoologique par la Société cuviérienne, 1843, pp. 66-68
- Quelques Oiseaux nouveaux ou peu connus de Colombie, par F. de Lafresnaye, Revue zoologique par la Société cuviérienne, 1844, pp. 68-70
- Nous nous empressons de déférer au voeu de M. de la Fresnaye, Revue zoologique par la Société cuviérienne, 1843, pp. 94-95
- Quelques nouvelles espèces d'oiseaux, par F. de Lafresnaye, Revue zoologique par la Société cuviérienne, 1843: 97-99
- Description de deux Oiseaux de Colombie, par F.DeLafresnaye, Revue zoologique par la Société cuviérienne, 1843: 131 -133
- Oiseaux nouveaux de Colombie, par M. F. de Lafresnaye, Revue zoologique par la Société cuviérienne, 1843: 290-292
- Oiseaux nouveaux du Mexique, Par M. Fr. de Lafresnaye, Revue zoologique par la Société cuviérienne, 1844: 41-43
- Response de M. F. de Lafresnaye aux observations de M. Lesson, sur son genre Ramphocinclus, insérées dans cette Revue, 1843, Revue zoologique par la Société cuviérienne, 1844: 43-46
- Sur une nouvelle espéce d'oiseau de la Nouvelle-Grenade décrite par M. Hartlaub sous le nom de Viro versicolor, dans la Revue de 1843, P 283, par M. F. de Lafresnaye, Revue zoologique par la Société cuviérienne, 1844: 46-47
- Nouvelles espèce d'oiseaux de Colombie, par M. de Lafresnaye, Revue zoologique par la Société cuviérienne, 1844: 80-83
- Description de quelques oiseaux de la Guadeloupe, par M. F. De Lafresnaye, Revue zoologique par la Société cuviérienne, 1844: 167-169
- Melanges ornithologiques, par F. de Lafresnaye, Revue zoologique par la Société cuviérienne, 1844: 169-173
- Melanges ornithologiques, par F. de Lafresnaye. (Suit du précédent numéro, page 169), Revue zoologique par la Société cuviérienne, 1844: 217-220
- M. le baran De Lafresnaye nous adresse la lettre suivant:, Revue zoologique par la Société cuviérienne, 1844: 287-288
- Melanges ornithologiques, par F. de Lafresnaye. (Suit), Revue zoologique par la Société cuviérienne, 1844: 321-325
- Melanges ornithologiques, par F. de Lafresnaye, Revue zoologique par la Société cuviérienne, 1845: 1-10
- Melanges ornithologiques, par F. de Lafresnaye Sur le Fournier Rosalbin, Furnarius roseus Lesson, Illustrations de zoologie, Revue zoologique par la Société cuviérienne, 1845: 10-11
- Melanges ornithologiques, par F. de Lafresnaye Comparaison de l'ornithologie des région orientales de L'Amérique méridionale avec celle de régions occidentales du même continent (Suite), Revue zoologique par la Société cuviérienne, 1845: 81-92
- Oiseaux nouveaux rapportés par M. Léclancher, chirugien de L'expedition de la corvette la Favorite, par M.de Lafresnaye, Revue zoologique par la Société cuviérienne, 1845: 93-95
- Rectications et additions à la monographie du Genre Picumnus, Par M. de Lafresnaye, Revue zoologique par la Société cuviérienne, 1845: 111
- Melanges ornithologiques, par F. de Lafresnaye coup doeil sur l'ornithologie de la Colombie, Revue zoologique par la Société cuviérienne, 1845: 113-119
- Description de deux nouvelles espéces d'oiseaux, par F. de Lafresnaye, Revue zoologique par la Société cuviérienne, 1845: 179-180
- Copmaraison des oeufs des oiseaux avec leurs squelettes, comme seule moyen de reconnaître la cause de leurs différentes formes, Par M. F. de Lafresnaye, Revue zoologique par la Société cuviérienne, 1845: 180-187
- Sur le Falco Isidori, Demurs, Revue zool, 1845, p. 175, Par M. de Lafresnaye, Revue zoologique par la Société cuviérienne, 1845: 209-211
- Copmaraison des oeufs des oiseaux avec leurs squelettes, etc. par F. de Lafresnaye (suite), Revue zoologique par la Société cuviérienne, 1845: 239-244
- Description de quelques oiseaux nouveaux, par M. F. de Lafresnaye, Revue zoologique par la Société cuviérienne, 1845: 337-342
- Melanges ornithologiques, par F. de Lafresnaye sur le genre Tataré de M. Lesson (Traité d'orn., p.317), Revue zoologique par la Société cuviérienne, 1845: 449-452
- Note sur l'accouplement de l'Ascalaphus longicornis, Annales de la Société entomologique de France, 1846: 115
- Melanges ornithologiques, par F. de Lafresnaye (Suite) sur la Vidua axillaris du docteur Smith, et sur le genre Vidua en général, Revue zoologique par la Société cuviérienne, 1846: 34-41
- Notes ornithologiques, Par M. F. de Lafresnaye, Revue zoologique par la Société cuviérienne, 1846: 41-44
- Melanges ornithologiques, par F. de Lafresnaye sur le genre Campylorhynchus de Spix (1824), Picolaptes, Revue zoologique par la Société cuviérienne, 1846: 91-94
- Melanges ornithologiques, par F. de Lafresnaye (Suite) sur les genres Aviceda (Swainson), Lophotes (Lesson) Lepidegenys (Gould), et sur deux nouvelles espèces du genre Aviceda, Revue zoologique par la Société cuviérienne, 1846: 124-133
- Sur la Fauvette Grignet de Levaillant, type du genre Parisoma de Swainson, par M. de Lafresnaye, Revue zoologique par la Société cuviérienne, 1846: 161-162
- Sur le Lanion huppé, Lanio cristatus de Viellot, et sur une nouvelle espèce du genre Lanion, par M. de Lafresnaye, Revue zoologique par la Société cuviérienne, 1846: 200-206
- Sur quelques nouvelles espèce d'oiseaux de Colombie, par M. de Lafresnaye, Revue zoologique par la Société cuviérienne, 1846: 206-209
- M. de Lafresnaye nous prie d'insérer la respond suivant à la reclamation de M. le docteur Hartlaub du dernier numéro de la Revue., Revue zoologique par la Société cuviérienne, 1846: 238-240
- Sur une nouvelle espèce d'Euphone (Euphonia); par M. Fr. de Lefrasnaye, Revue zoologique par la Société cuviérienne, 1846: 273-277
- Sur quelques oiseaux nouveaux de l'embouchure de L'Orénoque, par M. Fr. de Lafresnaye, Revue zoologique par la Société cuviérienne, 1846: 277-278
- Description d'une nouvelle espèce de Campylorhynque de la Bolivie; par M. Fr. de Lafresnaye, Revue zoologique par la Société cuviérienne, 1846: 316-317
- Essai d'une monographie du genre Diglossa, Wagler, G-B. Gray, Gen. of birds, p.23, par M.Fr. de Lafresnaye, Revue zoologique par la Société cuviérienne, 1846: 317-320
- Quelques nouvelles espèces d'oiseaux de Jamaïque, par M. Fred. de Lefrasnaye, Revue zoologique par la Société cuviérienne, 1846: 320-322
- Essai d'une monographie du genre Todirostre de Lesson (Traité d'ornit.), par M. Fr. de Lafresnaye, Revue zoologique par la Société cuviérienne, 1846: 360-365
- Sur le Ramphocelus Icteronotus du prince Bonaparte; par M. Fr. de Lafresnaye, Revue zoologique par la Société cuviérienne, 1846: 365-368
- Sur le genre Gallirallus, par F.de la Fresnaye, Revue zoologique par la Société cuviérienne, 1846: 384
- Quelques oiseaux nouveaux ou rares rapportés par M. Delattre de Bolivie, de la Nouvelle-Grenade, et de Panamá, par M. de Lafresnaye, Revue zoologique par la Société cuviérienne, 1847: 67-79
- Response de M. de Lafresnaye aux observations du docteur Hartlaub, du dernier numéro de la Revue zoologique, Revue zoologique par la Société cuviérienne, 1847: 80-83
- Mélanges ornithologiques sur le Traogon Xalapensis (Couroucon de Xalapa), brd. Dubus; Esquisses ornithologiques, 1er livrais Pl II, et sur les Courocous en général, par M. de Lafresnaye, Revue zoologique par la Société cuviérienne, 1847: 180-182
- Sur le Ptilochloris arcuatus (Lanius arcuatus Civ.), et les autres espèces du genre, par M. de Lafresnaye, Revue zoologique par la Société cuviérienne, 1847: 182-185
- A M. le directeur de la Revue, Revue zoologique par la Société cuviérienne, 1847: 209-211
- Obersavtions sur les mœurs d'un grand nimbre d'espèces f'oisseaux d'Australie et de la Tasmanie, faites par M. J. Verreaux pendant un séjour de cinq années dans ces contrées, et suvies de quelpques réflextions scientifiques; par M. F. de Lafrasnaye, Revue zoologique par la Société cuviérienne, 1847: 211-215
- Mélanges orintologiques sur l'espèce de Ramphocète à plumage variable, rapporté de la Nouvelle-Grenade par M. Delattre; et sur le Cassicus uropigyalis, par F. de Lafresnaye, Revue zoologique par la Société cuviérienne, 1847: 215-219
- Observations sur les mœurs d'un grand nombre d'oiseaux: par M. J. Verreaux; suivies de quelques réflexions, par M. F. de Lafresnaye, Revue zoologique par la Société cuviérienne, 1847: 241-246
- Sur la réunion peu naturelle, dans un même group, du genre Huppe (Upupa) avec les genres Promérops et Epimaque; par M. F. de Lafresnaye, Revue zoologique par la Société cuviérienne, 1847: 246-250
- Sur les Tanagras gyrola Gmel. (Rouverdin Vieillot) et Zena Gmel. (Bahamensis Brisson) et quelques nouvelles espèces voisines faciles à confondre avec elles; par M. F. de Lafresnaye, Revue zoologique par la Société cuviérienne, 1847: 275-281
- Mélanges ornithologiques sur le Todier vert, Todus viridis des auteurs, par M. F. de Lafresnaye, Revue zoologique par la Société cuviérienne, 1847: 326-333
- Sur le Saurothera vetula (Tacco Vieillard) de Vieillot; Par M. de Lafresnaye, Revue zoologique par la Société cuviérienne, 1847: 353-360
- Description de quelques oiseaux nouveaux de Caracas (province de Venezuela) et de Bogotá; par M. F. de Lafresnaye, Revue zoologique par la Société cuviérienne, 1848: 2-12
- Sur genre Attila, Lesson, et Dasycephala, Swainson, par M. F. de Lefrasnaye, Revue zoologique par la Société cuviérienne, 1848: 39-48
- Dans le dernier numéro de la Revue p.3 à l'article de notre Merula astro-sericea, il y a eu une ommision de quelques mots, Revue zoologique par la Société cuviérienne, 1848: 62
- Sur le Spizaëtus tyrannus, Tem; par M. de Lafresnaye, Revue zoologique par la Société cuviérienne, 1848: 134-138
- Sur le genre Psittacula et sur quelques nouvelles espèces d'oiseaux de Columbie et du Mequique; par F. de Lafresnaye, Revue zoologique par la Société cuviérienne, 1848: 170-176
- Sur une nouvelle espèce d'oiseau du genre Aviceda; par F. de Lafresnaye, Revue zoologique par la Société cuviérienne, 1848: 210-213
- M. de Lafresnaye nous adresse la notice suivant, Revue zoologique par la Société cuviérienne, 1848: 239-249
- Observations sur l'accouplement du Crabe commun de nos côtes du Calvados, le Cancer maenas de Linné (aujourd'hui Carcinus meanas des auteurs); par F. de Lafresnaye, Revue zoologique par la Société cuviérienne, 1848: 279-282
- Monographie du genre dendrocolaptes, Sapia, 1849
- Dendrocalaptidæ, Schneider, 1850
- Sur le genre Vanga, note suivie, de la description du Vanga xenopirostris et de L'Anabate nigro-pectus. Revue et Magasin de Zoologie Pure et Appliquée, Series 2, Vol 2, 1850: 104-108
- Description et figure d'une nouvelle espèce de Barbacou (Monsana mystacallis), Revue et Magasin de Zoologie Pure et Appliquée, Series 2, Vol 2, 1850: 215-216
- Mélanges ornithologiques. — Sur une nouvelle espèce de Todier (Todus), par M. F. de Lafresnaye, Revue et Magasin de Zoologie Pure et Appliquée, Series 2, Vol. 3, 1851: 477-479
- Sur quelques espèces D'Oiseaux nouveaux ou peu connus du Chili et de la Colombie, Par M. F. de Lafresnaye, Revue et Magasin de Zoologie Pure et Appliquée, 1855: 59-63
- Note sur l'accouplement de l'Ascalaphus italicus, Annales de la Société entomologique de France, 1856: 48-50

## Literatura
- Thomas Edward Penard. Lafresnaye, The Auk, Vol 62, 1945: 227-233[1]
- Auguste Ménégaux, Carl Eduard Hellmayr. The Supposed Types in the Lafresnaye Collection, The Auk, Vol. 23, n.º 4, 1906: 480-483[2]
- Bo Beolens, Michael Watkins: Whose Bird?: Common Bird Names and the People They Commemorate, Yale University Press, 2004: 197, ISBN 978-0300103595
- Erwin Stresemann: Die Entwicklung der Ornithologie, F.W. Peters, 1951
- Barbara & Richard Mearns: The Bird Collectors, Academic Press, 1998, ISBN 0-12-487440-1
- Barbara Mearns, Richard Mearns: Audubon to Xantus: The Lives of Those Commemorated in North American Bird Names, Bertrams Print on Demand, 2003, ISBN 978-0124874237
- Valérie Chansignaud: The History of Ornithology, New Holland, 2009, ISBN 978-1-84773-433-4
- Paul Lawrence Farber: Discovering Birds: The Emergence of Ornithology as a Scientific Discipline, 1760-1850, Johns Hopkins Univ Pr, 1996: 191 ISBN 978-0801855375
- Jules Verreaux: Catalogue des oiseaux de la collection de feu Mr. le Baron de Lafresnaye de Falaise, 1863

## Abreviatura (zoología)
La abreviatura Lafresnaye  se emplea para indicar a Frédéric de Lafresnaye como autoridad en la descripción y taxonomía en zoología.